# NGC 3077
NGC 3077 est une petite galaxie spirale située dans la constellation de la Grande Ourse. NGC 3077 a été découverte par l'astronome germano-britannique William Herschel en 1801.

## Caractéristiques
NGC 3077 présente une large raie HI et elle renferme des régions d'hydrogène ionisé.

### Distance
Sa vitesse par rapport au fond diffus cosmologique est de 100 ± 7 km/s, ce qui correspond à une distance de Hubble de 1,47 ± 0,15 Mpc (∼4,79 millions d'al).
À ce jour, neuf mesures non basées sur le décalage vers le rouge (redshift) donnent une distance de 3,633 ± 0,585 Mpc (∼11,8 millions d'al), ce qui est à l'intérieur de la distance de Hubble. Comme NGC 3077 est une galaxie rapprochée du Groupe local, ces mesures sont plus fiables que la distance de Hubble.

### Morphologie
NGC 3077 a été utilisée par Gérard de Vaucouleurs comme une galaxie de type morphologique I0 pec dans son atlas des galaxies,.

### Luminosité dans l'infrarouge
La luminosité de la galaxie NGC 3077 dans l'infrarouge lointain (de 40 à 400 µm)  est égale à 2,24 × 108 {\displaystyle L_{\odot }} (108,35{\displaystyle L_{\odot }}) et sa luminosité totale dans l'infrarouge (de 8 à 1 000 µm) est de 2,95 × 108 {\displaystyle L_{\odot }} (108,47{\displaystyle L_{\odot }}).

## Groupe de M81
NGC 3077 fait partie du groupe de M81,. Le groupe de M81 compte près d'une quarantaine de galaxies connues dont les plus importantes sont M81, M82 (NGC 3034), NGC 2366, NGC 2403, NGC 2976, NGC 3077, NGC 4236 et IC 2574. Les distances de ces galaxies ne peuvent être calculées en utilisant le décalage vers le rouge, car elles sont trop rapprochées de la Voie lactée. 
NGC 3077 est en interaction avec les galaxies voisines M81 et M82 et elle présente des filaments de poussières semblables à ceux qu'on observe autour de M82.

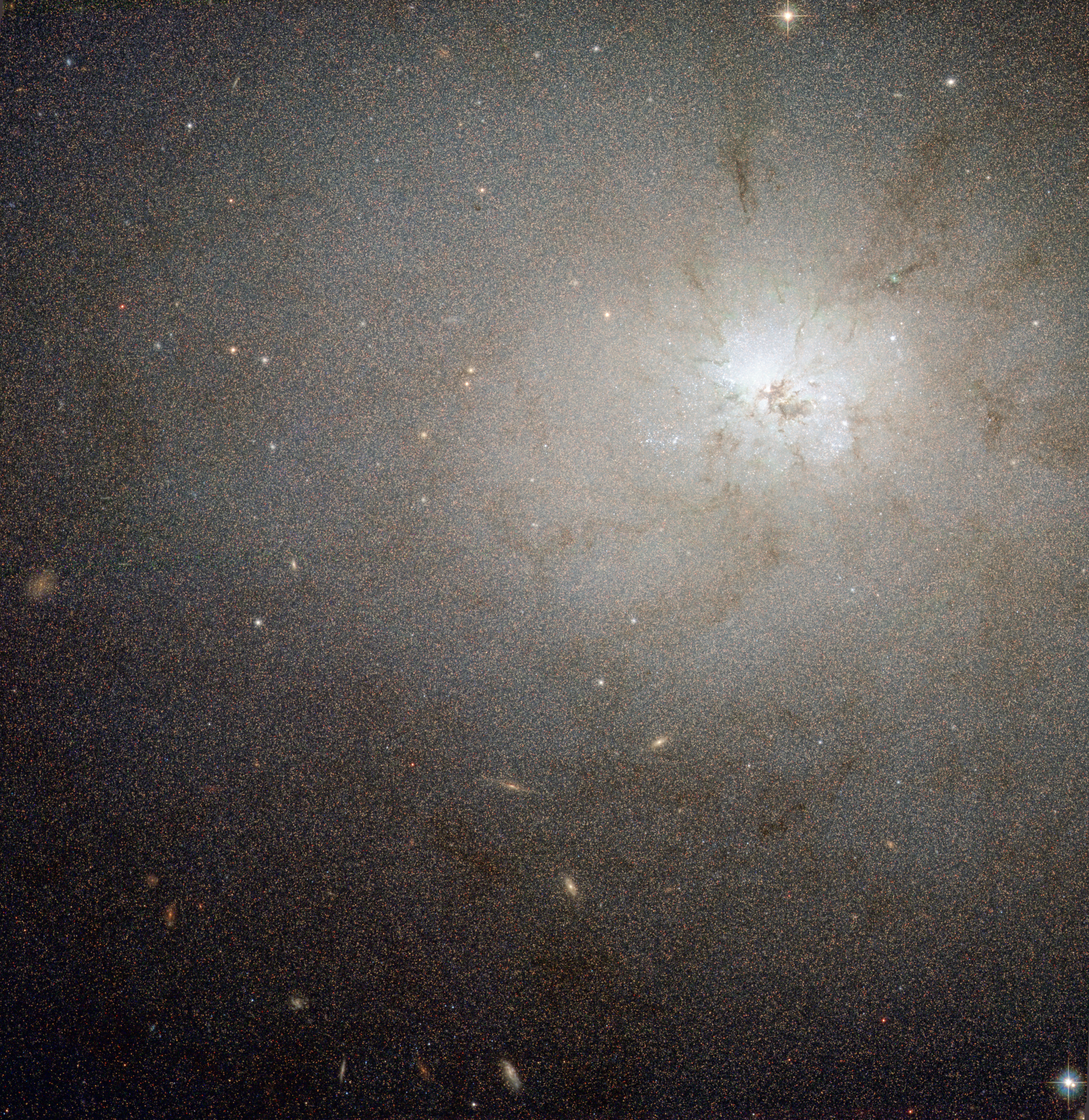
NGC 3077 par le télescope spatial Hubble.

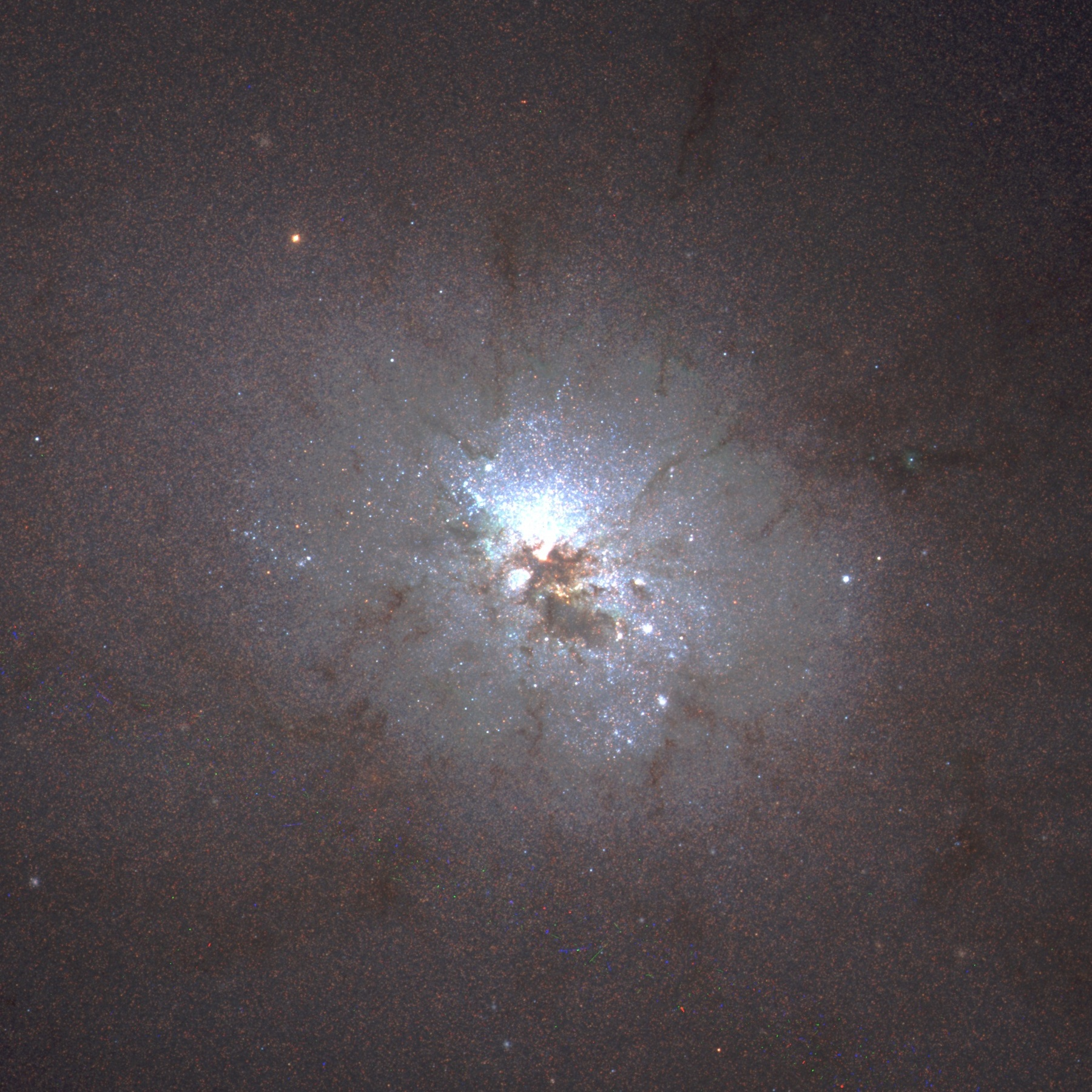
Le centre de NGC 3077 par le télescope spatial Hubble.